# Campanula aizoides
Campanula aizoides ist eine Pflanzenart aus der Gattung der Glockenblumen (Campanula) in der Familie der Glockenblumengewächse (Campanulaceae).

## Merkmale
Campanula aizoides ist ein zweijähriger Hemikryptophyt, der Wuchshöhen von 10 bis 20 (60) Zentimeter erreicht. Der Stängel ist kräftig, gefurcht und aufrecht. Die Rosettenblätter sind spatelig und nur am Grund bewimpert. Der Blütenstand ist eine pyramidenförmige Rispe oder ähnlich einer Ähre mit vielen Blüten auf dicken, kurzen Stielen. Die Krone ist röhrig bis glockig, 12 bis 15 Millimeter groß und zwei- bis dreimal so lang wie der Kelch.
Die Blütezeit reicht von Juni bis August.

## Vorkommen
Campanula aizoides kommt auf dem Peloponnes und auf Inseln in der südlichen Ägäis vor. Auf Kreta wächst die Art in den Lefka Ori an Felswänden in Höhenlagen von 1800 bis 2300 Meter.

## Taxonomie
Campanula aizoides wurde von Jacques Zaffran (1935–2023) zuerst ungültig 1966 in Bulletin de la Société Botanique de France Band 113 Seite 71 und später 1972 gültig in: Werner Greuter: Floristic Report on the Cretan Area Seite 15 erstbeschrieben. Das Epitheton "aizoides" verweist auf die Ähnlichkeit mit Campanula aizoon Boiss. & Spruner.

## Belege
- Ralf Jahn, Peter Schönfelder: Exkursionsflora für Kreta. Mit Beiträgen von Alfred Mayer und Martin Scheuerer. Eugen Ulmer, Stuttgart (Hohenheim) 1995, ISBN 3-8001-3478-0, S. 295.